# Ismaël Bako
Ismaël Bako, né le 10 octobre 1995 à Louvain en Belgique, est un joueur belge de basket-ball. Il évolue au poste de pivot.

## Carrière
En juillet 2019, Bako rejoint, pour deux saisons, l'ASVEL Lyon-Villeurbanne, champion de France en titre et participant à l'EuroLigue. Il prolonge son contrat d'un an au mois de juin 2020 ce qui le lie au club jusqu'en 2022. Néanmoins, en juillet 2021, Bako quitte l'ASVEL.
En juillet 2021, Bako rejoint Manresa pour la saison 2021-2022.
Durant l'été 2025, il s'engage pour le club français de Paris Basketball, qualifié en Euroligue,.

## Palmarès
ASVEL Lyon-Villeurbanne (Jeep Élite) :
- Vainqueur de la Coupe de France 2020-2021
- Champion de France 2020-2021